# Independence (Kentucky)
Independence is een plaats (city) in de Amerikaanse staat Kentucky, en valt bestuurlijk gezien onder Kenton County.

## Demografie
Bij de volkstelling in 2000 werd het aantal inwoners vastgesteld op 14.982.
In 2006 is het aantal inwoners door het United States Census Bureau geschat op 20.254, een stijging van 5272 (35,2%).

## Geografie
Volgens het United States Census Bureau beslaat de plaats een oppervlakte van
43,4 km², geheel bestaande uit land. Independence ligt op ongeveer 271 m boven zeeniveau.

## Plaatsen in de nabije omgeving
De onderstaande figuur toont nabijgelegen plaatsen in een straal van 8 km rond Independence.